# 马头琴
马头琴，蒙古人称为莫林胡尔或绰尔、潮儿:153，是蒙古族常用的一种弓弦乐器，祖先为马尾胡琴，是中世纪北方弓弦胡琴的一种。

## 命名
科尔沁草原的蒙古人称其为“潮儿”，锡林郭勒、察哈尔的蒙古人称它为奚琴（Hihil-Hor）。二者结构基本相同，但定弦法、琴弦位置和外形有差异。:172

1907年，一名日本青年考古学家到内蒙古考察，在现在的昭乌达盟巴林右旗一个蒙古牧民家发现了马头琴。根据她的日记：:172
|  | 这里我看到一件珍奇的乐器，我起了个名叫它马头琴吧。因为，琴端雕有马头，两只耳朵是牛皮做的。码头下面有两根缠琴弦的木轴。琴杆儿是用桦木做的，共鸣箱是野杏木做的。琴弦是马尾毛缕成的。音色低沉、阴郁，有一种特殊的美感。 |

这是现存的最早的“马头琴”一词的记录。:172

## 历史
传说从前牧人怀念死去的小马，取小马的腿骨为柱，头骨为筒，尾毛为弓弦，制作成二弦琴，由于通常在琴杆的顶部按小马模样雕有一个马头而得名马头琴。
马头琴从唐、宋时期的胡琴发展而成，成吉思汗时已流传民间。马头琴流行于蒙古国、内蒙古、辽宁、吉林、黑龙江、甘肃、新疆等地的蒙古族中。

### 齐·宝力高改革
齐·宝力高在1973年开始对马头琴进行改革，扩大了马头琴的音量和音域。1983年，他又对马头琴进行第二次改革，1996年发明出白松木面的马头琴（原为蟒皮面）。此外，他还对马头琴的演奏技法做过改革，加入了小提琴、二胡、四胡、大提琴的演奏技巧以及新的跳弓、击弓、碎弓、抖弓、连跳弓、砍弓、连砍弓等技术。
1986年，齐·宝力高集合了许多内蒙古的优秀马头琴艺人，统一了他们的弓法、节奏、指法，组建了马头琴队（即齐·宝力高野马马头琴乐团），开马头琴合奏的先河。1989年6月20日，中国马头琴学会在呼和浩特成立，齐·宝力高任会长。:171
2001年，齐·宝力高在呼和浩特国际青少年马头琴艺术节上率领1000名马头琴手演奏《万马奔腾》，载入吉尼斯世界纪录。
2011年10月20日，齐·宝力高建立锡林郭勒职业学院齐·宝力高国际马头琴学院，这是中国唯一有马头琴专业的高等院校，齐·宝力高任院长，教授马头琴演奏和制作。
2014年10月，齐·宝力高举办了首届中国国际马头琴学术研讨会。

## 构造
马头琴用硬木制作，音箱有倒梯形、长方形等多种。大者琴长120厘米，小者琴长70厘米。音箱两面蒙绘有图案的马皮或羊皮。琴弦的特别之处是由多根马尾分为两束而成琴弦，按四度关系定弦，以马尾弓纳两弦间拉奏；发音圆润，低回婉转，音量较弱，可奏双音和泛音；使得音色与其他弓弦乐器会有较大差异。弓在弦外。
马头琴的传统定弦有3种：
- 正四度A、d。
- 反四度a、e。
- 西部地区五度定弦d、a。

在演奏时席地而坐，音箱左下角挟于两膝间，右手持马尾弓拉奏。可奏双音。音量较小。用于独奏、与四胡等乐器的合奏及民歌、说书的伴奏。为民歌伴奏时，多用三度、四度颤音模仿歌唱。常模拟马的嘶鸣。

## 指法
一般拉弦乐器，演奏时都是从正面压弦，马头琴则用食指和中指的指甲根从左向右顶弦，无名指和小指是用指尖从左向右顶弦，小指够不着里弦时，它从外弦底下伸过去顶里弦（奏外弦时直接顶弦）。

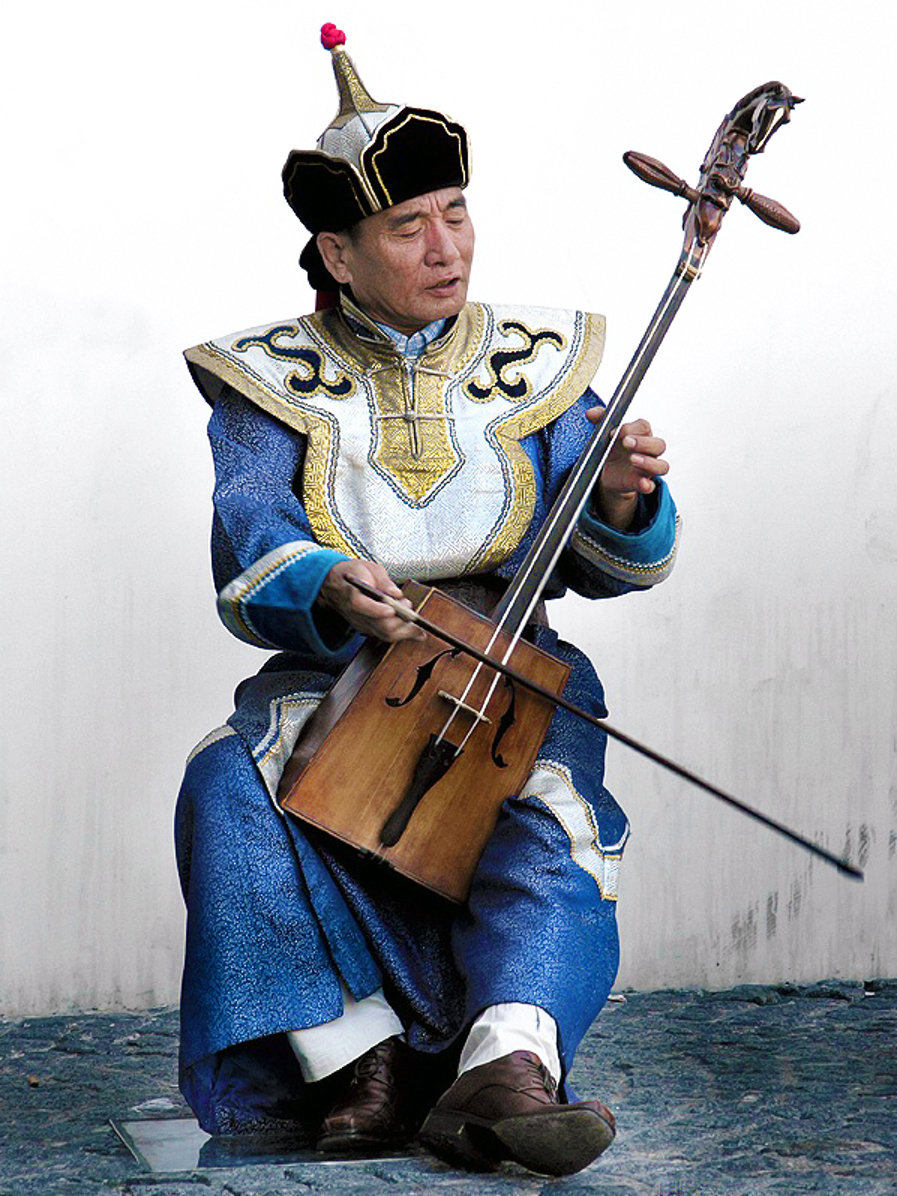
演奏马头琴

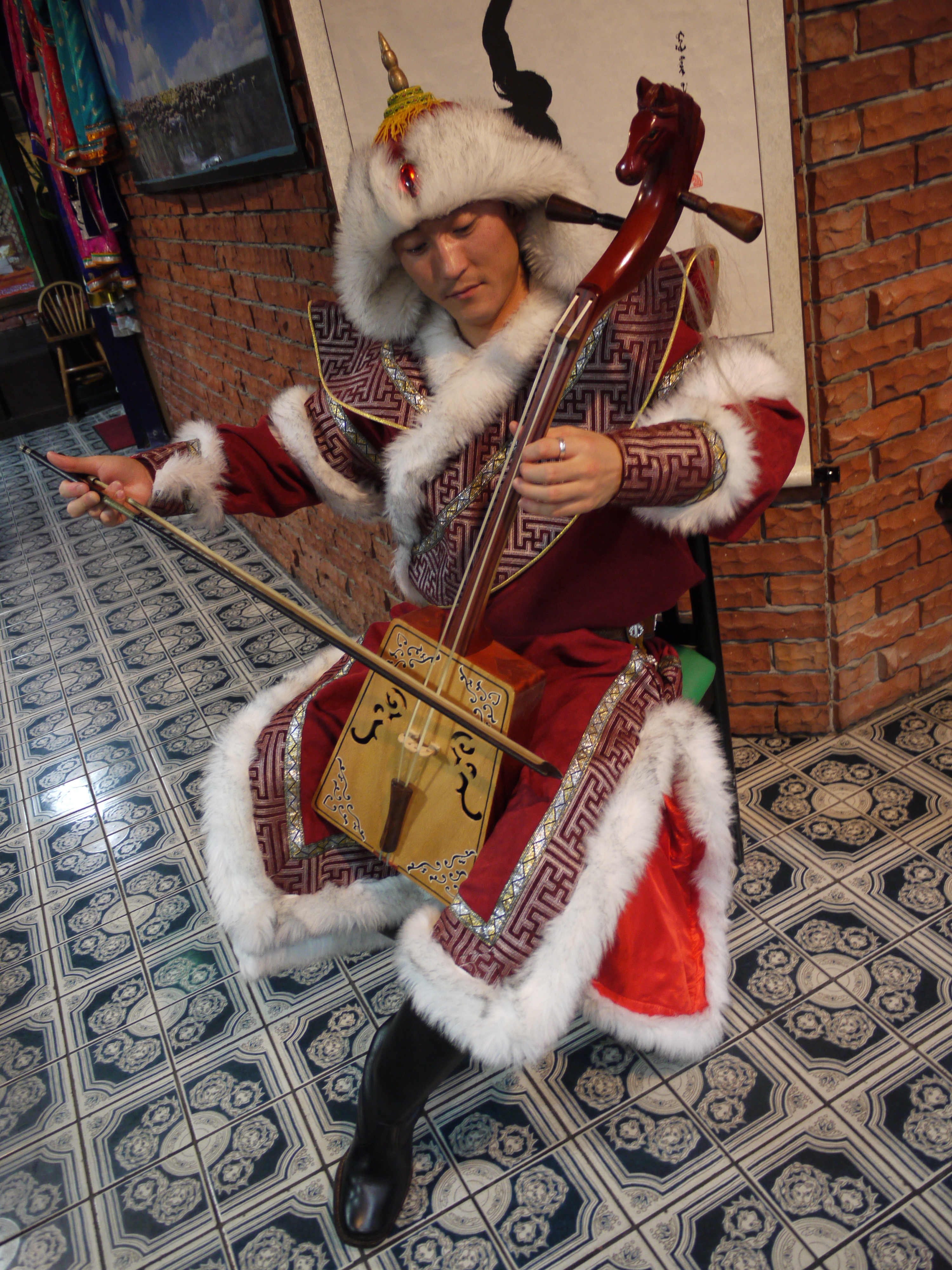
演奏内蒙古式马头琴